# 후기 고대 중국어
후기 고대 중국어(後期古代中國語, Late Old Chinese) 혹은 후기 상고한어(後期上古漢語)는 후한 시대(서기 1세기~3세기)의 시와 주석에서 확인되는 중국어의 단계를 가리킨다. 이는 상고 한어와 7세기 절운의 중고 한어 사이의 중간 단계로 간주된다. 민어 방언은 이 시기 동남부 방언에서 유래했다고 여겨진다. 영미권에서는 동한 중국어(Eastern Han Chinese) 혹은 후한 중국어(Later Han Chinese)라고도 한다.

## 방언

방언에서 추론된 주요 한나라 시대 방언군

여러 문헌에는 동한 시대 방언 변이의 증거가 포함되어 있다. 시기 초기의 방언은 지역 어휘의 변이를 다룬다. 폴 세뤼스(Paul Serruys)는 이 텍스트를 분석하여 6개의 방언 지역을 식별했는데, 함곡관 동쪽의 중원을 중심으로 하는 중부 지역, 북부, 동부, 남부, 서부 지역으로 둘러싸인 지역, 그리고 하류 장강의 남쪽과 동쪽에 있는 동남부 지역으로 구분하였다. 뤄(Luo)와 저우(Zhou)가 식별한 한나라 시대 시인들의 뚜렷한 운율 체계는 이들 방언 지역과 대체로 일치한다.
가장 영향력 있는 방언은 서부 집단의 진(秦)-진(晉) 방언으로, 진(秦)의 우위를 반영한다. 두 번째는 남부 집단의 초어(楚語) 방언으로, 남쪽과 동쪽으로 확산되었다. 이 두 방언은 또한 한나라 표준어의 주요 원천이었다. 이전 노나라, 송, 위 지역의 중부 방언이 가장 보수적이었다. 더 최근에 그리고 천천히 한화(漢化)된 동부 지역의 방언에는 일부 비중국어 어휘가 포함되어 있다.
후한 시대의 주석은 모두 화이허 북쪽에 위치한 11개 지역에서 왔다. 이 주석들은 종종 뚜렷한 음운론적 차이를 보인다. 많은 주석에서 7세기 절운이나 많은 현대 방언에서는 발견되지 않는 합류 현상이 나타난다. 예외는 뤄양시 (중부 방언 지역의 서부) 지역에서 만들어진 불교 전사(轉寫)인데, 이는 후기 방언들이 이 지역에서 사용되던 한나라 시대 방언에서 유래했음을 시사한다.
동남부 방언은 후한 문헌에 반영되지 않았다. 이들은 서진(西晉) 시대에 오(吳) 또는 강동(江東) 방언으로 알려졌는데, 당시 작가 곽복(郭璞)은 이 방언들이 다른 방언들과 매우 다르다고 묘사했다. 제리 노먼은 이 한나라 시대 동남부 방언을 고대 남중국어(Old Southern Chinese)라고 부르며, 현대 월어, 하카어, 민어 방언의 가장 오래된 층에서 발견되는 공통적인 특징들의 원천이라고 제안했다.

## 음운론
동한 중국어 음절은 초성 자음, 선택적 중간 활음, 모음, 그리고 선택적 종성으로 구성되었다.

### 초성 자음
상고 한어에 가정된 자음군은 동한 시대에 대체로 사라졌다.
|                    |      | 순음 | 치음 | 치찰음 | 경구개음 | 연구개음 | 후두음 |
| ------------------ | ---- | ---- | ---- | ------ | -------- | -------- | ------ |
| 파열음 또는 파찰음 | 무성 | p    | t    | ts     | (tɕ)     | k        | ʔ      |
| 파열음 또는 파찰음 | 유기 | pʰ   | tʰ   | tsʰ    | (tɕʰ)    | kʰ       |        |
| 파열음 또는 파찰음 | 유성 | b    | d    | dz     | (dʑ)     | ɡ        |        |
| 비음               | 무성 | (m̥)  | (n̥)  |        |          | (ŋ̊)      |        |
| 비음               | 유성 | m    | n    |        |          | ŋ        |        |
| 설측음 또는 마찰음 | 무성 |      | (l̥)  | s      | (ɕ)      | x        |        |
| 설측음 또는 마찰음 | 유성 |      | l    | z      | (ʑ)      | (ɣ)      |        |

상고 한어와 중고 한어 사이의 주요 변화 중 하나는 초기 치음과 (일부 환경에서) 연구개음의 구개음화로, 새로운 구개음 초성 계열을 형성하기 위해 합쳐졌다. 여러 동한 시대 방언은 이 구개음화 중 하나 또는 둘 다를 보인다. 그러나 한나라 시대에 분기된 원시민어는 연구개음은 구개음화되었지만 치음은 그렇지 않았다. 중고 한어의 권설음(retroflex) 파열음과 치찰음은 동한 시대 자료에서 일반적인 파열음 및 치찰음과 구별되지 않는다.
중고 한어 초성 g-, h-, hj-이 모두 하나의 상고 한어 초성 *ɡ-에서 파생될 수 있는지, 또는 추가적인 마찰음 초성 *ɣ- 또는 *ɦ-가 재구성되어야 하는지에 대한 약간의 불확실성이 있다. 대부분의 동한 방언은 이러한 단어에서 단일 초성 *ɡ-를 가지지만, 일부는 *ɡ-와 *ɣ-를 구별한다.
일부 동한 방언은 상고 한어에 가정된 무성 공명음 초성의 증거를 보이지만, 대부분의 지역에서는 동한 시대에 사라졌다. 상고 한어의 무성 설측음과 비음 초성은 동부 방언에서는 *tʰ 초성을, 서부 방언에서는 *x를 낳았다. 동한 시대에는 상고 한어의 유성 설측음도 음절 유형에 따라 *d 또는 *j로 진화했다. 그 빈자리는 상고 한어 *r이 채웠는데, 이는 동한 시대 *l과 중고 한어 l을 낳았다. 일부 동한 방언에서 이 초성은 설측 탄설음 또는 전설음이었을 수 있다.

### 중간 활음
상고 한어의 최신 재구성 대부분은 순연구개음과 순후두음 초성을 연구개음 및 인후음 계열과 구별한다. 그러나 이 두 계열은 동한 주석에서 분리되지 않아, 동한 중국어가 중고 한어와 같은 *-w- 중간음을 가졌음을 시사한다. 더욱이 이 중간음은 다른 초성 뒤에도 나타나는데, 상고 한어 *-u-와 *-o-가 날카로운 종성(*-n, *-t, *-j) 앞에 오는 음절에서도 그러하며, 이들은 각각 *-wə-와 *-wa-로 분리되었다. 대부분의 상고 한어 재구성에는 중고 한어의 권설음 초성, 제2류 운모, 그리고 일부 중뉴(重紐) 운모를 설명하기 위한 중간음 *-r-이 포함되며, 이는 동한 시대에도 여전히 뚜렷한 음소였던 것으로 보인다.
베른하르드 칼그렌의 선구적인 작업 이래로 중고 한어 제3류 음절의 구개음 중간음을 상고 한어 중간음 *-j-로 거슬러 올라가는 것이 일반적이었지만, 이는 여러 저자들에 의해 이의가 제기되었다. 부분적으로는 동한 시대 불교 전사(轉寫)에서 구개음 요소가 없는 외국어 단어에 이러한 음절을 사용했기 때문이다. 그러나 코블린(Coblin)은 이러한 관행이 당나라 시대까지 이어졌고, 그 시대에는 -j- 중간음이 일반적으로 인정된다고 지적한다. 학자들은 이 차이가 실제 음운론적 구별을 반영한다는 데 동의하지만, 초기 시대의 실현 방식에 대해서는 다양한 제안이 있었다. 이 구별은 동한 시대 주석에서 다양하게 묘사된다.
- 허휴(何休; 2세기 중반)는 중고 한어 -j-를 발생시킨 음절을 '밖으로 얕게'(外而淺 wài ér qiǎn)라고 묘사하고, 다른 음절은 '안으로 깊게'(內而深 nèi ér shēn)라고 말한다.[47]
- 고유(高誘)(3세기 초)는 전자를 '급한 기운'(急氣 jíqì)으로, 후자를 '느슨한 기운'(緩氣 huǎnqì)으로 묘사한다.[48] 반무운(潘悟雲)과 정장상팡은 이를 모음 길이의 구별로 해석했지만, 더 문자적인 해석은 긴장도 대비를 시사한다.[49]

### 모음
상고 한어의 가장 최근 재구성 대부분은 *i, *ə, *u, *e, *a, *o의 여섯 모음을 식별한다.
동한 시대의 운율 관습은 중고 한어에서 발견되는 일부 변화가 이미 일어났음을 나타낸다.
- 모음 *i와 *ə는 *-n, *-t, *-j 앞에서 합쳐졌다.[51][52]
- 운모 *-ra와 *-raj는 합쳐졌다 (중고 한어 -æ).[52]
- 다음의 운모 분리 및 합병이 일어났다.[52]

| 상고 한어 | 중고 한어 |
| --------- | --------- |
| *-ja      | -jo       |
| *-ja      | -jæ       |
| *-jaj     |           |
| -je       |           |
| *-je      |           |

중고 한어 운모 -jo와 -je는 모든 종류의 운모와 함께 나타나지만, -jæ는 평음 치찰음과 구개음 초성 뒤에만 나타나며, 알려진 조건화 요인은 없다.

### 종성
중고 한어의 종성 -p, -t, -k, -m, -ng는 동한 중국어로 거슬러 올라간다.
중고 한어 종성 -n 또한 대부분의 경우 **-n을 반영하는 것으로 보이지만, 일부 동한 방언에서는 모음 종성을 반영하는 경우도 있다.
백스터와 로랑 사가르는 이러한 단어들이 상고 한어에서 종성 **-r을 가졌으며, 이는 산둥성 및 인접 지역에서는 **-j로, 다른 지역에서는 **-n으로 변화했다고 주장한다.
모음 또는 비음 종성을 가진 중고 한어 음절은 세 가지 성조 범주로 나뉘는데, 전통적으로 평성, 상성, 거성으로 알려져 있으며, 파열음 종성을 가진 음절은 네 번째 "입성" 범주에 할당되었다.
앙드레조르주 오드리쿠르는 중고 한어 거성(去聲)이 상고 한어 종성 *-s에서 파생되었고, 나중에 *-h로 약화되었다고 제안했다.
몇몇 불교 전사는 상고 한어 *-ts에서 파생된 단어에서 *-s가 동한 시대에도 여전히 존재했음을 나타낸다.
다른 거성(去聲) 음절은 동한 시대에 *-h가 되었을 수 있으며, 이는 인도어 장모음을 전사하는 데 이들을 사용하는 약간의 선호에서 시사된다.
오드리쿠르의 베트남어 성조 분석을 바탕으로 에드윈 풀리블랭크는 중고 한어 상성(上聲)이 상고 한어 *-ʔ에서 유래했다고 제안했다.
이 범주의 음절은 동한 시대에 장모음을 전사할 때 피했는데, 이는 음절이 더 짧았고, 아마도 이 종성 성문 파열음을 반영했을 수 있음을 시사한다.

## 문법
전국 시대 텍스트와 비교할 때, 구어체 동한 텍스트는 명확하게 구별되는 품사에서 복합 어휘형태소의 엄청난 증가를 보인다.
또한 문법형태소 사용이 훨씬 적고, 대신 우회를 선호한다.
고전 시대의 단음절 단어는 명확히 정의된 통사적 역할을 가진 이음절 복합어로 대거 대체되었다.
- 동사: bēi'āi 悲哀 '애도하다', huānxǐ 歡喜 '기뻐하다', shūhǎo 姝好 '아름답다', fādòng 發動 '활성화하다'.
- 명사: shězhái 舍宅 '집', zhīshì 知識 '지인', chùsuǒ 處所 '장소', xíngtǐ 形體 '신체', rénmín 人民 '사람들'.
- 부사: dōulú 都盧 '모두', shēnzì 身自 '직접', '함께', ěrnǎi 爾乃 '그때'.

현대어의 특징인 수사나 지시사와 명사 사이에 수량사가 널리 사용되기 시작한 것은 한나라 시대부터이며, 다음 남북조 시대에는 더욱 광범위하게 사용되었다.
상고 한어에는 격 구별을 포함한 다양한 인칭 대명사가 있었다.
동한 시대에는 이들이 1인칭 wǒ 我와 2인칭 rǔ 汝로 축소되었다.
마찬가지로 지시사도 거의 예외 없이 shì 是 '이것', ěr 爾 '그러한', bǐ 彼 '저것'으로 축소되었다.
두 종류의 대명사 모두 복수 접미사 -děng 等, -bèi 輩, -cáo 曹와 함께 사용되는 경우가 많았다.
상고 한어의 의문사 대부분은 우회적인 형태로 대체되었다.
지시사 shì 是는 현대 중국어에서처럼 A 是 B 형태의 문장에서 계합 동사로 사용되기 시작했고, 전형적인 고전 문형 A B 也(yě)를 대체했다.
다른 동사와 달리, shì 是는 bù 不로 부정되지 않았다. 부정 계합사 fēi 非는 고전어에서 유지되었다.
고전 문헌에서 조어 qǐ 豈는 부정적인 답변이 예상되는 수사 의문을 나타냈지만, 동한 시대에는 일반적인 의문사였다.
동시에 새로운 의문사 níng 寧이 등장했다.

### 인용
1. ↑  Coblin (1983), 3–4쪽.
2. ↑  Coblin (1983), 9–10쪽.
3. ↑  Coblin (1983), 27–31쪽.
4. ↑  Nattier (2008).
5. ↑  Coblin (1983), 31–32쪽.
6. ↑  Coblin (1983), 7–8쪽.
7. ↑  Coblin (1983), 43, 30–31쪽.
8. ↑  Coblin (1983), 43, 131–132쪽.
9. ↑  Schuessler (2007), 120–121쪽.
10. ↑  Schuessler (2009), 29–31쪽.
11. ↑  Norman (1988), 111, 125쪽.
12. ↑  Zürcher (1996), 14쪽.
13. ↑  Zürcher (2013), 28–31쪽.
14. ↑  Dobson (1964), xvii–xix쪽.
15. ↑  Dobson (1964), xviii쪽.
16. ↑  Serruys (1959), 98–99쪽.
17. ↑  Serruys (1960), 42–43쪽.
18. ↑  Coblin (1983), 19–22쪽.
19. ↑  Serruys (1962), 322–323쪽.
20. ↑  Serruys (1960), 55쪽.
21. ↑  Coblin (1983), 39쪽.
22. ↑  Coblin (1983), 32, 132–135쪽.
23. ↑  Coblin (1983), 25쪽.
24. ↑  Serruys (1962), 325–328쪽.
25. ↑  Norman (1988), 210–214쪽.
26. ↑  Schuessler (2009), 29쪽.
27. ↑  Coblin (1977–1978), 245–246쪽.
28. 1 2  Coblin (1983), 75–76쪽.
29. ↑  Coblin (1983), 54–59, 75–76, 132쪽.
30. ↑  Baxter & Sagart (2014), 33, 76, 79쪽.
31. ↑  Coblin (1983), 46–47, 53–54쪽.
32. ↑  Baxter (1992), 209–210쪽.
33. ↑  Coblin (1983), 72–74쪽.
34. ↑  Coblin (1983), 133–135쪽.
35. ↑  Baxter & Sagart (2014), 112–114, 320쪽.
36. ↑  Sagart (1999), 30–31쪽.
37. ↑  Baxter & Sagart (2014), 110쪽.
38. ↑  Coblin (1983), 47–48쪽.
39. ↑  Coblin (1977–1978), 228–232쪽.
40. ↑  Coblin (1983), 77쪽.
41. ↑  Baxter (1992), 566–567쪽.
42. ↑  Coblin (1983), 77–78쪽.
43. ↑  Coblin (1983), 78–79쪽.
44. ↑  Coblin (1983), 79쪽.
45. ↑  Schuessler (2007), 95쪽.
46. ↑  Baxter & Sagart (2014), 73쪽.
47. ↑  Schuessler (2009), 17쪽.
48. ↑  Schuessler (2009), 16쪽.
49. ↑  Schuessler (2009), 16–17쪽.
50. ↑  Schuessler 2009, 25쪽.
51. ↑  Luo & Zhou (1958), 14쪽.
52. 1 2 3  Ting (1975), 270쪽.
53. ↑  Baxter 1992, 414, 479–481쪽.
54. ↑  Coblin (1983), 80, 88쪽.
55. ↑  Coblin (1983), 89–92쪽.
56. ↑  Baxter & Sagart (2014), 254–268, 319쪽.
57. ↑  Schuessler (2007), 29쪽.
58. 1 2  Coblin (1983), 92쪽.
59. ↑  Schuessler (2009), 23, 30쪽.
60. 1 2  Schuessler (2009), 30쪽.
61. 1 2  Dobson (1964), 101쪽.
62. ↑  Zürcher (2013), 32–33쪽.
63. 1 2 3  Zürcher (2013), 50쪽.
64. ↑  Zürcher (2013), 33쪽.
65. ↑  Norman (1988), 115쪽.
66. 1 2  Zürcher (2013), 42쪽.
67. ↑  Dobson (1964), 87–88쪽.
68. ↑  Zürcher (2013), 43–49쪽.
69. ↑  Zürcher (2013), 43쪽.
70. ↑  Norman (1988), 125쪽.
71. ↑  Zürcher (2013), 44–36쪽.
72. ↑  Dobson (1964), 71쪽.
73. ↑  Zürcher (2013), 45쪽.
74. ↑  Dobson (1964), 94쪽.
75. ↑  Dobson (1964), 91쪽.

### 참고 자료
- Baxter, William H. (1992), 《A Handbook of Old Chinese Phonology》, Berlin: Mouton de Gruyter, ISBN 978-3-11-012324-1.
- Baxter, William H.; Sagart, Laurent (2014), 《Old Chinese: A New Reconstruction》, Oxford University Press, ISBN 978-0-19-994537-5.
- Coblin, W. South (1977–1978), “The initials of the Eastern Han period as reflected in phonological cases”, 《Monumenta Serica》 33: 207–247, doi:10.1080/02549948.1977.11745047, JSTOR 40726240.
- ——— (1983), 《A Handbook of Eastern Han Sound Glosses》, Hong Kong: Chinese University Press, ISBN 978-962-201-258-5.
- Dobson, W.A.C.H. (1964), 《Late Han Chinese: A Study of the Archaic-Han Shift》, University of Toronto Press, ISBN 978-1-4426-3117-5.
- Luo, Changpei; Zhou, Zumo (1958), 《Hàn Wèi Jìn Nánběicháo yùnbù yǎnbiàn yánjiū》 漢魏晋南北朝韻部演變硏究 [A Study on the Evolution of Rhyme through the Han, Wei, Jin and Northern and Southern Dynasties] (중국어), Beijing: Science Press.
- Nattier, Jan (2008), 《A Guide to the Earliest Chinese Buddhist Translations Texts from the Eastern Han and Three Kingdoms Periods》 (PDF), Bibliotheca Philologica et Philosophica Buddhica 10, Tokyo: Soka University, ISBN 978-4-904234-00-6.
- Norman, Jerry (1988), 《Chinese》, Cambridge: Cambridge University Press, ISBN 978-0-521-29653-3.
- Sagart, Laurent (1999), 《The Roots of Old Chinese》, Amsterdam: John Benjamins, ISBN 978-90-272-3690-6.
- Schuessler, Axel (2007), 《ABC Etymological Dictionary of Old Chinese》, Honolulu: University of Hawaii Press, ISBN 978-0-8248-2975-9.
- ——— (2009), 《Minimal Old Chinese and Later Han Chinese: A Companion to Grammata Serica Recensa》, Honolulu: University of Hawaii Press, ISBN 978-0-8248-3264-3.
- Serruys, Paul L-M. (1959), 《The Chinese Dialects of Han Time According to Fang Yen》, University of California Press, OCLC 469563424.
- ——— (1960), “Note on Archaic Chinese dialectology”, 《Orbis: Bulletin International de Documentation Linguistique》 9 (1): 42–57.
- ——— (1962), “Chinese dialectology based on written documents”, 《Monumenta Serica》 21: 320–344, doi:10.1080/02549948.1962.11731024, JSTOR 40726441.
- Ting, Pang-Hsin (1975), 《Chinese Phonology of the Wei–Chin Period: Reconstruction of the finals as reflected in poetry》, Taipei: Institute of History and Philology, Academia Sinica.
- Zürcher, Erik (1977), “Late Han vernacular elements in the earliest Buddhist translations”, 《Journal of the Chinese Language Teachers Association》 12 (3): 177–203.
- ——— (1996), “Vernacular Elements in Early Buddhist Texts: An attempt to define the optimal source materials” (PDF), 《Sino-Platonic Papers》 71: 1–31.
- ——— (2013) [1977], 〈Late Han vernacular elements in the earliest Buddhist translations〉,   Silk, Jonathan A., 《Buddhism in China: Collected Papers of Erik Zürcher》, Sinica Leidensia 112, Brill, 27–61쪽, doi:10.1163/9789004263291_003, ISBN 978-90-04-26329-1. Reprint of Zürcher (1977).